# Michelbach (Haut-Rhin)
Michelbach ist eine ehemalige französische Gemeinde mit zuletzt 340 Einwohnern (Stand 2013) im Département Haut-Rhin in der Region Grand Est. Sie gehörte zum Arrondissement Thann-Guebwiller, zum Kanton Cernay und war Mitglied des Gemeindeverbandes Thann-Cernay.
Mit Wirkung vom 1. Januar 2016 wurden die früheren Gemeinden Aspach-le-Haut und Michelbach zu einer Commune nouvelle mit dem Namen Aspach-Michelbach zusammengelegt.

## Geografie
Michelbach liegt im Übergangsbereich zwischen den Vogesen und der Oberrheinebene, etwa 15 Kilometer westlich von Mülhausen. In Michelbach wurde 1982 die Talsperre Michelbach (Barrage de Michelbach) errichtet. Sie umfasst 81 Hektar und dient der Trinkwasserversorgung der Region Mülhausen. In regenarmen Perioden wird Wasser aus dem Stausee entnommen, in regenreichen Monaten wird der See von einem Überleiter aus der südlich fließenden Doller gefüllt.

## Bevölkerungsentwicklung
| Jahr      | 1962 | 1968 | 1975 | 1982 | 1990 | 1999 | 2007 |
| --------- | ---- | ---- | ---- | ---- | ---- | ---- | ---- |
| Einwohner | 146  | 146  | 181  | 247  | 232  | 233  | 321  |

|  |  |